# Susanne Grimfors
Susanne Grimfors, född 29 mars 1977, är en svensk friidrottare. Hon vann SM-guld på 3 000 meter inomhus år 2011. Grimfors tävlar för FK Studenterna.

## Personliga rekord
| Utomhus - 800 meter – 2:06,53 (Gävle 4 juli 1994) - 1 500 meter – 4:23,66 (Kvarnsveden 28 juli 1995) - 3 000 meter – 9:51,51 (Falun 22 augusti 2010) - 5 000 meter – 16:19,35 (Sollentuna 1 juli 2010) - 10 000 meter – 34:08,14 (Stockholm 10 augusti 2010) - 10 000 meter – 34:16,53 (Helsingfors, Finland 27 augusti 2010) - 10 km landsväg – 34:52 (Stockholm 3 september 2011) | Inomhus - 1 500 meter – 4:39,03 (Sätra 28 februari 2010) - 3 000 meter – 9:33,39 (Göteborg 26 februari 2011) |